# Oleòmetre
Un oleòmetre és un areòmetre dissenyat per a determinar la densitat dels olis o dels líquids oleaginosos. Són coneguts els oleòmetres de Lefevre i de Laurot.